# Nordiska mästerskapen i brottning 1978
Nordiska mästerskapen i brottning 1978 hölls den 1 april 1978 i Haparanda i Sverige. Det var den 21:a upplagan av tävlingen.

## Medaljtabell
*   Värdland ( Sverige)
| Nr                  | Nation              | Guld | Silver | Brons | Totalt |
| ------------------- | ------------------- | ---- | ------ | ----- | ------ |
| 1                   | Sverige*            | 10   | 8      | 1     | 19     |
| 2                   | Finland             | 8    | 7      | 5     | 20     |
| 3                   | Norge               | 2    | 3      | 6     | 11     |
| 4                   | Danmark             | 0    | 2      | 5     | 7      |
| Totalt (4 nationer) | Totalt (4 nationer) | 20   | 20     | 17    | 57     |

## Resultat

### Grekisk-romersk stil
| Gren    | Guld              | Silver            | Brons          |
| 48 kg   | Kalle Tegelberg   | Kauko Kyllönen    | Bjarne Nielsen |
| 52 kg   | Patrik Kjellberg  | Ronny Sigde       | Taisto Halonen |
| 57 kg   | Taisto Kallijärvi | Roger Tallroth    | Fred Holm      |
| 62 kg   | Lars Malmkvist    | Harald Hervig     | Einari Suutari |
| 68 kg   | Lars-Erik Skiöld  | Tapio Sipilä      | Trond Kvalheim |
| 74 kg   | Lennart Lundell   | Tatu Kangas       | Lasse Carlsen  |
| 82 kg   | Leif Andersson    | Jarmo Övermark    | Klaus Mysen    |
| 90 kg   | Keijo Manni       | Lars-Erik Nilsson | Frank Kleven   |
| 100 kg  | Tore Hem          | Markku Virtanen   | Allan Karing   |
| +100 kg | Einar Gundersen   | Arne Robertsson   | Raimo Karlsson |

### Fristil
| Gren    | Guld             | Silver             | Brons             |
| 48 kg   | Kent Andersson   | Timo Keskilammi    | ----              |
| 52 kg   | Reijo Haaparanta | Stig-Åke Lundell   | ----              |
| 57 kg   | Jukka Rauhala    | Zeljko Radetic     | Taisto Kallijärvi |
| 62 kg   | Pekka Rauhala    | Tord Åslund        | Jan Pedersen      |
| 68 kg   | Kari Övermark    | Harald Madsen      | Deszö Bereczky    |
| 74 kg   | Janne Karlsson   | Hannu Lemettinen   | Tage Weirum       |
| 82 kg   | Jarmo Övermark   | Torbjörn Andersson | Kaj Jægergaard    |
| 90 kg   | Keijo Manni      | Lars-Erik Nilsson  | ----              |
| 100 kg  | Roland Andersson | Tore Hem           | Heikki Stark      |
| +100 kg | Arne Robertsson  | Bernhard Esbensen  | Einar Gundersen   |